# Tolpia mons
Tolpia mons là một loài bướm đêm thuộc họ Erebidae. Nó được tìm thấy ở miền trung Java.
Sải cánh dài khoảng 13 mm. 